# Thomas A. Szlezák
Thomas Alexander Szlezák (Budapest, 12 de julio de 1940 - 18 de octubre de 2023) es un filólogo clásico alemán. Fue catedrático de filología griega y director del Platon-Archiv (Archivo Platón) en la Eberhard Karls Universität Tübingen. En calidad de profesor fue también miembro de la Facultad de Filosofía. Fuera del círculo académico es conocido por su libro de introducción a la filosofía platónica (Leer a Platón), traducido a numerosos idiomas.

## Biografía
Szlezák estudió desde 1959 hasta 1967 filología clásica, filosofía e historia en la Universidad de Erlangen, Universidad de Munich y Universidad de Tubinga. Se doctoró en la Universidad Técnica de Berlín. Su tesis doctoral fue sobre un área de los Comentarios sobre Aristóteles en la antigüedad tardía. Desde 1975 hasta 1976 fue  Fellow en el Center for Hellenic Studies de la Universidad de Harvard. En 1976 realizó su habilitación en la Universidad de Zúrich con el escrito Platon und Aristoteles in der Nuslehre Plotins. En este escrito por vez primera se sometió a un análisis filologico sistemático el método de Plotino de exégesis filosófica de las obras de Platón y Aristóteles. Posteriormente, siguió una larga actividad de enseñanza e investigación como Privatdozent en Zúrich.
En 1983 Szlezák fue llamado a ocupar a la cátedra de Filología clásica en la Universidad de Würzburgo. Su obra Platon und die Schriftlichkeit der Philosophie apareció en 1985. Su más exitoso libro, publicado primeramente en Italia, es Come leggere Platone (en alemán: Platon lesen), que actualmente está a disposición en 17 idiomas. En 1989, Szlezák fue fundador de la International Plato Society (Sociedad Platónica Internacional), posteriormente hasta la sucesión regular estuvo seis años en el Comité ejecutivo y de 1991 hasta 2007 en el grupo editorial, la Editorial Board de la International Plato Studies. A partir de 1990 enseñó en la Universidad de Tubinga en la Facultad de Humanidades. Allí tuvo a su cargo la cátedra de Filosofía Griega II. En calidad de helenista fue incorporado también por la Facultad de Filosofía. En 2003 celebró sus 40 años de servicio. La elevación de Szlezák a emérito tuvo lugar en 2006.

## Investigación y teoría
Uno de los temas especializados de Szlezák es la doctrina no-escrita de Platón. Platón habría calificado sus escritos como un juego. Su discípulo Aristóteles habría afirmado expresamente que junto a los escritos publicados había también una doctrina no escrita. En la mitad del siglo XX está cuestión fue el tema central de la investigación sobre la historia más antigua de la filosofía. Con Wolfgang Schadewaldt la filología antigua tuvo en Tubinga a uno de sus más prominentes representantes de este siglo. Del círculo de sus alumnos surgieron también para la filosofía impulsos significativos que condujeron a la denominada Escuela de Tubinga sobre Platón. Thomas A. Szlezák ha continuado inmediatamente con esta línea de interpretación como sucesor de Konrad Gaiser.
En Platon und die Schriftlichkeit der Philosophie muestra que los escritos platónicos no son escritos autárquicos, sino más bien requieren de complementación a través de la doctrina oral de Platón. Szlezák demuestra que los propios diálogos platónicos remiten a la doctrina no-escrita sobre los principios:
• Pasajes vacíos: A la estructura de los diálogos pertenece el vacío claramente designado de la complejidad de la teoría de los principios.
• Concepción de figuras: el respectivo dialogante en calidad de dialéctico está siempre muy avanzado, por tanto podría aportar aún más y de principio.
Con esto, según la concepción de Szlezák se logra el deseado intento primario de servirse de la existencia de los diálogos frente a la doctrina no-escrita.
El filósofo milanés Giovanni Reale solicitó a Szlezák escribir en un solo tomo un libro introductorio para la edición italiana de Platón. Este debía dirigirse no solamente a especialistas, sino ser legible para todos los interesados en Platón y su filosofía. Inicialmente, Szlezák no estaba muy a gusto con la idea, pero gracias a la tenacidad de Reale fue finalmente redactado Come leggere Platone. El libro llegó a ser inesperadamente un éxito total. Allí Szlezák defiende el planteamiento interpretativo de la Escuela de Tubinga y lo desarrolla aún más. El libro fue traducido a diferentes idiomas europeos, así como a lejanos idiomas como el coreano, japonés y chino.
Otros temas de especialidad de Szlezák fueron la tragedia griega del siglo V a. C., así como la Metafísica de Aristóteles. También publicó un conjunto de ensayos y recensiones; realizó una traducción propia de la Metafísica aristotélica.
Szlezák identifica el éxito de la antigua cultura griega en su tendencia a traspasar sus propios límites. Esta se sitúa en la condición de afirmarse sin la dirección de algún poder de organización estatal, económica o religiosa. En la Atenas del siglo V surgió aquella forma de lo político que posibilitó recién el desarrollo de nuestra visión liberal, secular y crítica del estado. La moderna Europa al fin y al cabo debe a los griegos sus concepciones de literatura, filosofía, historiografía, análisis político y libertad.

## Distinciones y membresías
- Fundador de la International Plato Society
- Ciudadano predilecto de la ciudad de Siracusa en Sicilia, Italia
- Profesor Honorario de la Pontificia Universidad Católica del Perú
- Miembro de la Braunschweigischen Wissenschaftlichen Gesellschaft (Sociedad Científica de Braunschweig)

## Obra
- Pseudo-Archytas über die Kategorien. Texte zur griechischen Aristoteles-Exegese. De Gruyter, Berlin, New York 1972.
- Platon und Aristoteles in der Nus-Lehre Plotins. Schwabe, Basel-Stuttgart 1979.
- Platon und die Schriftlichkeit der Philosophie. Interpretationen zu den frühen und mittleren Dialogen. De Gruyter, Berlin-New York 1985.
- Platon lesen. frommann-holzboog, Stuttgart 1993. Traducción española: Leer a Platón, Madrid, Alianza, 1997, ISBN 8420628700, 9788420628707.
- Die Idee des Guten in Platons Politeia. Beobachtungen zu den mittleren Büchern (= Lecturae Platonis 3). Academia-Verlag, Sankt Augustin 2003.
- Aristoteles, Metaphysik. Übersetzung und Einleitung. Akademie-Verlag, Berlin 2003.
- Das Bild des Dialektikers in Platons späten Dialogen. Platon und die Schriftlichkeit der Philosophie. Teil II. De Gruyter, Berlin-New York 2004.
- Was Europa den Griechen verdankt. Von den Grundlagen unserer Kultur in der griechischen Antike. Mohr Siebeck/UTB, Tübingen 2010.
- Homer oder Die Geburt der abendländischen Dichtung. C.H. Beck, München 2012, ISBN 978-3-406-63729-2.
- Platon: Meisterdenker der Antike. C.H. Beck, München 2021, ISBN 978-3-406-76528-5.